# Szolnoki cukorgyár
Az 1914–2007 között üzemelő szolnoki cukorgyár a magyarországi rendszerváltáskor működő 12 cukorgyár egyike volt.

## Története

### Az alapítástól a második világháborúig
A Szolnoki Cukorgyár Rt.-t 1912. március 14-én alapították a Pesti Magyar Kereskedelmi Bank budapesti székházában. Az 5 millió koronányi alaptőkéből 1,6 millió a Kereskedelmi Banké volt, 1 milliót a vele szoros üzleti kapcsolatban álló prágai Živnostenska banka jegyzett. A döntő befolyás a Kereskedelmi Banknál maradt, mivel az összes részvény felett a vezetésével álló szindikátus rendelkezett.
Szolnok városa ingyenes telekkel, harminc évre szóló városi adókedvezménnyel és 80 000 korona hitellel támogatta a gyár felépítését; a Jász-Nagykun-Szolnok Vármegyei Gazdasági Egyesület vállalta 5000 holdra szóló cukorrépaszerződések megkötését.
Hatvany-Deutsch Sándor, a Magyar Cukorgyárosok Országos Egyesületének elnöke ellenezte az új cukorgyár létrehozását, mert az  erős belföldi verseny a már meglévő cukoripari érdekeltségei ellen hatott volna. A Hatvany-érdekcsoport 40%-ot ajánlott a Kereskedelmi Banknak a sarkadi cukorgyár 3 000 000 koronáról 8 000 000 koronára emelendő alaptőkéjéből, ha lemond a szolnoki gyár alapításának tervéről. A sarkadi gyár kapacitását napi 1000 tonnáról 2200 tonnára emelték volna, így az a szolnoki körzetbe tartozó termelők cukorrépáját is feldolgozta volna. A bank nem fogadta el az ajánlatot, és a  szolnoki gyár megépítése mellett döntött. Rövid idővel az alapítás után, 1912. július 17-én a szolnoki és a hatvani cukorgyár tíz évre szóló szerződést kötöttek a répafelvásárlásban történő együttműködésre.
A gyár építésével Viktor Benes prágai vállalkozót bízták meg, aki korábban már három cukorgyárat épített Magyarországon.  Az építkezés 1913 tavaszán kezdődött el cseh és szlovák munkásokkal, akik közül számosan a cukorgyárban maradtak dolgozni. Ezzel párhuzamosan a Kereskedelmi Bank kölcsönt nyújtott a MÁV-nak a csongrád–tiszaföldvári vasútvonal kiépítéséhez, ehhez csatlakozott a gyári iparvágány. 
1914. szeptember 20-án a gyár készen állt a cukorrépa fogadására, de az első világháború kitörése megnehezítette az alapanyag ellátást. Ráadásul egy kormányrendelet következtében 1915. január 1-jétől a termelőknek jogukban állt felmondani a korábban kötött szerződéseket. A répaellátás biztosítására a következő években gyár saját répát is termelt a Pusztaszőreg, Abony, Tószeg, Fábiánpuszta és Törökszentmiklós határában bérelt földeken. Hogy a korábban épült gyárak, elsősorban a hatvani és mezőhegyesi cukorgyár) ne tudja elhódítani a répatermelőket, a szolnoki gyár hosszú lejáratú kölcsönöket nyújtott nekik. A cukorgyártás a háborús évek alatt a következőképpen alakult:
| Üzleti év | Feldolgozott répa tonna | Gyártott nyerscukor tonna |
| --------- | ----------------------- | ------------------------- |
| 1914/15   | 84 780                  | 10 852                    |
| 1915/16   | 32 131                  | 3 416                     |
| 1916/17   | 36 053                  | 5 931                     |
| 1917/18   | 73 454                  | 7 553                     |
| 1918/19   | 19 000                  | 1 889                     |

1919. júliusban a román csapatok elfoglalták a cukorgyár területét, és lefoglalták a paládicsi bérelt gazdaság teljes élelmiszer- és állatállományát. A megszállás miatt a Tiszántúlon termett répát csak részben sikerült beszállítani. A gyár berendezései azonban nem károsodtak számottevően, így a háború után sikerült eljutni a stabilizációhoz. A gazdasági élet normalizálódásával a répatermelés növekedett, elsősorban a nagybirtokosok körében. 
Az 1921/22-es üzleti évtől kezdve öt éven át a szolnoki cukorgyár jelentős mértékű bérfeldolgozást végzett az Weiss Manfréd által újonnan alapított, ám gyár nélküli Csongrádmegyei Cukorgyár Rt. számára, illetve a trianoni békeszerződés következtében Jugoszláviához került újverbászi cukorgyár számára. 
1924/25-ben a szolnoki cukorgyár egyike volt az angliai Bury St Edmonds-i cukorgyár (ma a British Sugar része) alapítóinak. A 300 000 font alaptőkéjű vállalat részvényeinek felét magyar részvényesek jegyezték, a szolnoki gyár 30 000 font értékű részvényt birtokolt. A gyár létrehozásának irányítását magyar szakemberekre bízták. Az állami támogatások következtében az angol cég több mint 30%-os osztalékot tudott fizetni, így a befektetett tőke három év alatt megtérült.
A két világháború között a gyár jelentős összegeket fordított a műszaki fejlesztésre, 1921/22-ben új cukorfinomító állomást helyeztek üzembe, 1935-ben pedig nagyobb rekonstrukcióra került sor, amelyet a Láng Gépgyár végzett.

### A második világháborútól a privatizációig
1948 márciusában a szolnoki cukorgyárat a többi magyar cukorgyárral együtt államosították; az irányításukat a Pénzügyminisztérium felügyelete alatt álló Cukoripari Igazgatóság végezte. 1964. január 1-jétől pedig az ország tizenegy cukorgyárát és a Cukoripari Kutató Intézetet magába foglaló Magyar Cukoripar országos nagyvállalat részeként működött tovább. 1971-ben a cukorgyárak önálló vállalatokká alakultak a Cukoripari Vállalatok Trösztjén belül. 1980-ban a tröszt megszűnt, innentől kezdve a gyár teljesen önállóan gazdálkodott. 

### A privatizációtól a bezárásig
1991. június 26-án a szolnoki cukorgyárban a Béghin-Say francia cukoripari vállalat szerzett tulajdonrészt és irányítási jogosultságot. 2003 márciusában a többségi tulajdonos a Nordzucker AG lett, aki elhatározta az általa megvásárolt magyarországi cégek fúzióját. A szolnoki és a szerencsi gyárak beolvasztása az ekkor már csak a hatvani cukorgyárat működtető Mátra Cukor Zrt-be 2004. július 1-jén történt meg.
2007. novemberében a társaság igazgatósága bejelentette, hogy élve az EU cukorpiaci rendtartásának reformja által kínált lehetőséggel, a társaság visszaadja a termelési kvótájának egy részét, és bezárja a 6000 tonna répa/nap kapacitású szolnoki gyárat. A gyár bontása 2008. nyarán kezdődött el, és 2011-ben a cukorsiló bontásával fejeződött be.